# A Citizen in the Making
A Citizen in the Making è un cortometraggio muto del 1912 diretto da Otis B. Thayer.

## Trama
Immigrati dall'Europa, Itze e Esther, due fidanzati giunti a Ellis Island, vengono separati dalle autorità di immigrazione. Lui parte per Chicago, lei resta a New York. Itze, aiutato dai suoi parenti, si mette in contatto con una società che si occupa degli immigrati ebrei. Esther, nel frattempo, trova protezione in un ufficiale che le trova un posto dove vivere. I due innamorati alla fine riusciranno a ritrovarsi e a cominciare la loro nuova vita insieme.

## Produzione
Il film fu prodotto dalla Selig Polyscope Company.

## Distribuzione
Distribuito dalla General Film Company, il film - un cortometraggio di una bobina - uscì nelle sale cinematografiche statunitensi il 20 maggio 1912.